# Fäbodtjärnen (Lövångers socken, Västerbotten, 715375-176169)
Fäbodtjärnen är en sjö i Skellefteå kommun i Västerbotten och ingår i Mångbyåns huvudavrinningsområde.